# Ardin Dallku
Ardin Dallku  född 1 november 1994 i Vushtrri, FR Jugoslavien (nuvarande Kosovo) är en kosovansk fotbollsspelare (försvarare) som spelar för Gjilani.